# كوجي ياماموتو
كوجي ياماموتو (باليابانية: 山本 耕史) هو مغني وممثل ياباني، ولد في 31 تشرين الأول/أكتوبر 1976 بطوكيو في اليابان.

## الأعمال

### أفلام
| السنة | العنوان        | الدور                  |
| ----- | -------------- | ---------------------- |
| 2008  | الساعة السحرية |                        |
| 2022  | شین اولترامان  | ألين ميفلاس            |
| 2024  | الخلايا تعمل!  | الخلية التائية القاتلة |

### مسلسلات
| السنة     | العنوان          | الدور              |
| --------- | ---------------- | ------------------ |
| 1996-1997 | فتيان قبل الزهور | روي هانازاوا (صوت) |
| 2010      | واغايا نو ريكيشي | ميتسوناري أنو      |
| 2010      | أمي              | شونسوكي فوجيوشي    |

## روابط خارجية
- كوجي ياماموتو على موقع IMDb (الإنجليزية)
- كوجي ياماموتو على موقع ميوزك برينز (الإنجليزية)
- كوجي ياماموتو على موقع قاعدة بيانات الفيلم (الإنجليزية)